# Ур (повесть)
«Ур» (англ. Ur) — повесть американского писателя Стивена Кинга в жанре драмы с элементами научной фантастики, написанная специально для электронной книги «Amazon Kindle». Изначально повесть была опубликована в электронном виде, в 2015 году она была повторно опубликована в составе авторского сборника «Лавка дурных снов».
Повесть посвящена Ральфу Вичинанце, литературному агенту Стивена Кинга.

## Сюжет

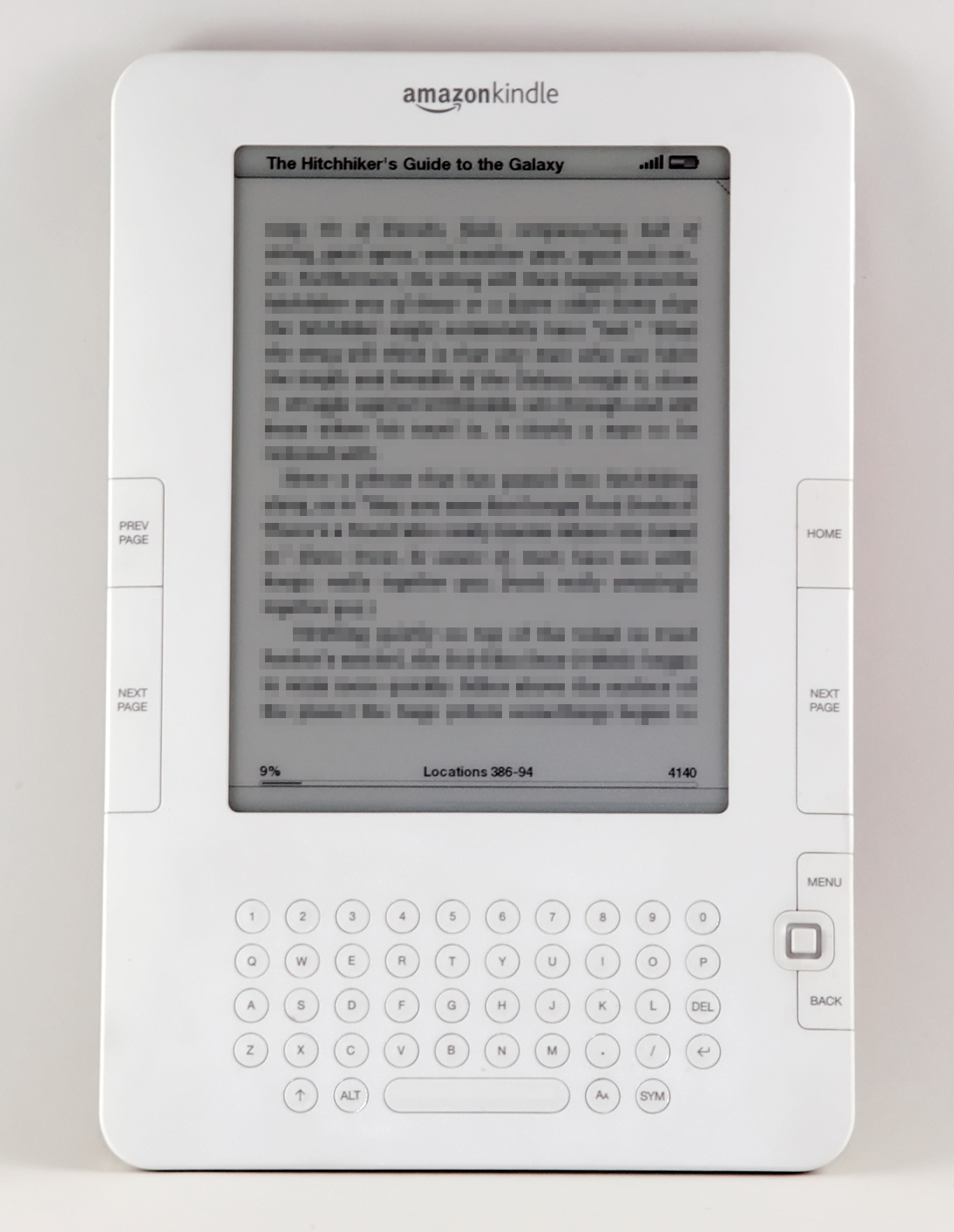
Amazon Kindle 2

35-летний преподаватель английского языка и литературы в Колледже Мура (штат Кентукки) и страстный книголюб Уэсли Смит через 4 месяца после ссоры со своей девушкой (баскетбольным тренером Эллен Сильверман) покупает электронную книгу «Amazon Kindle»; частично он купил её благодаря совету одного из своих учеников (футболиста Роберта Хендерсона) и частично — чтобы «насолить» Эллен, показав ей, что он тоже может «читать на компьютере, как все нормальные люди» (ссора Уэсли и Эллен произошла из-за любви Уэсли к бумажным книгам, а не к электронным). Из-за ошибки в номере кредитной карты Уэсли получает «Киндл» розового цвета (все «Киндлы» второй модели были только белого цвета); позже Уэсли осознаёт, что эта модель предназначалась для другого Уэсли Смита из параллельного мира и платежи за все купленные в «Киндле» книги снимались также с его карты.
В «Киндле» Уэсли видит три опции с приставкой «Ур» — книги, архив новостей и «Локальный Ур (в процессе формирования)», позволяющие искать данные во всевозможных временных линиях (у́рах); войдя в раздел книг, он видит изображение огромной чёрной башни. В одном из у́ров Уэсли находит ещё 4 романа Эрнеста Хемингуэя, прожившего в этом у́ре ещё 3 года; в дальнейшем поиске он выявляет новые произведения Эдгара Аллана По, Джеймса Кейна и Уильяма Шекспира из других у́ров.
После четырёх дней беспрерывного чтения новых книг Уэсли показывает «Киндл» Дональду Оттману (своему другу и коллеге по работе) и Хендерсону. Вечером того же дня все трое сначала выявляют новые произведения Джона Д. Макдональда и затем, войдя в раздел архива новостей газеты «The New York Times», наперебой изучают разнообразные итоги прошлогодних президентских выборов и узнают о развенчании «Проклятия Бамбино»; посиделки вскоре омрачаются тем, что в одном из у́ров Уэсли обнаруживает, что произошедший в 1962 году Карибский кризис вылился в Третью мировую войну и гибель всего человечества.
Через несколько дней, войдя в сформированный «Локальный Ур» (в раздел новостей, поддерживавший только местную газету и в котором можно было вводить только будущие даты), Уэсли с ужасом узнаёт, что через 3 дня в автобус баскетбольной команды Эллен Сильверман во время возвращения домой после победы в турнире врежется пьяный водитель и в аварии погибнут Эллен и 9 баскетболисток (в том числе Джози Куинн, девушка Роберта Хендерсона). После отчаянной и бесполезной попытки Уэсли предупредить Эллен он и Роберт на своём автомобиле выслеживают того самого пьяного водителя (41-летнюю Кэндис Раймер) и предотвращают аварию.
Вернувшись домой, Уэсли обнаруживает в своей квартире двух «Низких людей в жёлтых плащах» из Полиции Парадокса, которые пришли к нему, чтобы наказать за изменение будущего. Уэсли возражает им, что это изменение всё равно бы произошло (иначе он не получил бы этот «Киндл»). Его аргумент не убеждает «Низких людей» (по их мнению, «Всё служит Башне»), но они решают, что лучше просто не допустить повторения ситуации, конфисковывают «Киндл» и уходят.
В финале повести Уэсли читает в свежем номере местной газеты статью о победе баскетбольной команды Эллен и видит на первой полосе снимок ликующей команды; в центре снимка Эллен держит в руках плакат с надписью «Я ЛЮБЛЮ ТЕБЯ, УЭСЛИ».

Уэсли вскинул над головой руки — в одной из них всё ещё была зажата газета — и издал торжествующий вопль, заставивший пару студентов на другой стороне улицы обернуться.
— Что случилось? — крикнул один.
— Я болельщик! — крикнул в ответ Уэсли и помчался к себе наверх. Ему надо было позвонить.— Стивен Кинг, «Ур». Перевод В. Антонова

## Создание и публикация
Как вспоминал Стивен Кинг, в 2008 году его агент Ральф Вичинанца предложил ему написать что-нибудь для рекламы компании «Amazon», которая выпускала новую версию «Киндла». В итоге Кинг решил написать повесть не только для «Киндла», но и о самом «Киндле»; автор пошутил, что, возможно, повесть надо было назвать «Чудовище, которое съело книжный бизнес».
Повесть была опубликована 12 февраля 2009 года в электронном виде специально для «Киндла». 16 февраля 2010 года вышла аудио-версия повести. В 2015 году повесть вошла в состав сборника «Лавка дурных снов».

## Анализ
По мнению филолога и писателя Дж. А. Андерсона, Кинг поднимает в повести такие темы, как технологии, которые «сходят с ума», электронная революция в книгоиздании и возможность менять прошлое и будущее, что объединяет повесть с романом «11/22/63».
Филолог Д. Н. Фелеки считает, что в повести Кинг соединяет хорошо известные компоненты успеха — фэнтези и тайну, но соединяет он их через призму «Киндла».

### Издание на русском языке
- Кинг С. Ур // Кинг С. Лавка дурных снов. — М.: АСТ, 2016. — С. 254—328. — 608 с. — (Тёмная башня). — ISBN 978-5-17-094184-1.

### Научные работы
- Anderson J. A. The Linguistics of Stephen King: Layered Language and Meaning in the Fiction. — Jefferson, North Carolina: McFarland & Company, Inc., Publishers, 2017. — 252 p. — ISBN 978-1-4766-6834-5.
- Feleki D. N. Stephen King in the New Millennium: Gothic Mediations on New Writing Materialities. — Cambridge Scholars Publishing, 2018. — 255 p. — ISBN 978-1-5275-0407-3.